# Identité de Landsberg-Schaar
En mathématiques, et plus précisément en théorie des nombres et en analyse harmonique, l’identité de Landsberg-Schaar est la relation suivante, vraie pour des entiers positifs p et  q arbitraires :
Bien que les deux membres de l'égalité ne soient que des sommes finies, aucune démonstration par des méthodes finitaires n'a encore été découverte. La démonstration actuelle consiste à poser {\displaystyle \tau ={\frac {2\mathrm {i} q}{p}}+\varepsilon } (avec {\displaystyle \varepsilon >0}) dans l'identité suivante (due à  Jacobi, et qui est essentiellement un cas particulier de la formule sommatoire de Poisson en analyse harmonique) :
{\displaystyle \sum _{n=-\infty }^{+\infty }\mathrm {e} ^{-\pi n^{2}\tau }={\frac {1}{\sqrt {\tau }}}\sum _{n=-\infty }^{+\infty }\mathrm {e} ^{-\pi n^{2}/\tau }}
puis de faire tendre {\displaystyle \varepsilon } vers 0.
Prenant q = 1, l'identité se réduit à la formule donnant la valeur des sommes quadratiques de Gauss.
Si pq est pair, on peut réécrire l'identité sous la forme plus symétrique
{\displaystyle {\frac {1}{\sqrt {p}}}\sum _{n=0}^{p-1}\exp \left({\frac {\pi \mathrm {i} n^{2}q}{p}}\right)={\frac {e^{\pi i/4}}{\sqrt {q}}}\sum _{n=0}^{q-1}\exp \left(-{\frac {\pi \mathrm {i} n^{2}p}{q}}\right)}.